# Platycheirus granditarsa
Platycheirus granditarsa is een vliegensoort uit de familie van de zweefvliegen (Syrphidae). De wetenschappelijke naam van de soort is voor het eerst geldig gepubliceerd in 1771 door Forster.